# Holopogon kirgizorum
Holopogon kirgizorum är en tvåvingeart som beskrevs av Peck 1977. Holopogon kirgizorum ingår i släktet Holopogon och familjen rovflugor. Inga underarter finns listade i Catalogue of Life.